# Charvieu-Chavagneux Isère Cyclisme
Charvieu-Chavagneux IC ou Charvieu Chavagneux Isère Cyclisme est une équipe cycliste française basée à Charvieu-Chavagneux.
Depuis 2020, l'équipe évolue en DN1,.

### Effectif en 2018

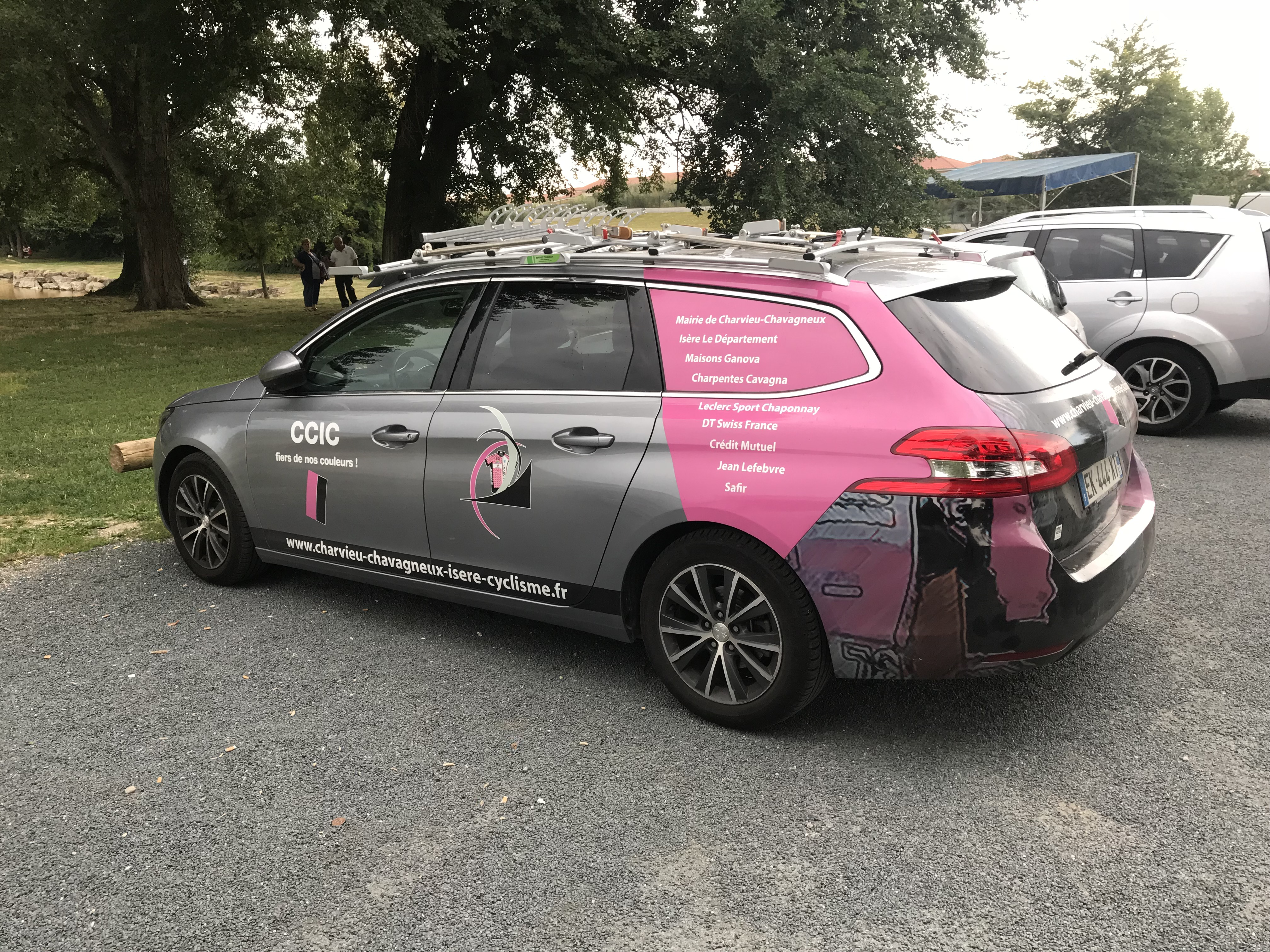
Un véhicule du club en 2018.

## Effectif par année

### Effectif en 2020[3]
- Pierre Almeida
- Antoine Bravard
- Guillaume Bravard
- Justin Ducret
- Paul-Victor Esteves
- Francis Genetier
- Lucas Lauba
- Quentin Moine
- Baptiste Petitjean
- Nathan Reina
- Benjamin Rivet
- Paul Sauvage
- Maxime Vekeman
- Doron Wiggins

### Effectif en 2019[4]
- Julian Brand
- Émile Canal
- Fabien Canal
- Andréa Costa
- Paul-Victor Esteves
- Francis Genetier
- Quentin Moine
- Baptiste Petitjean
- Paul Sauvage
- Pierre Terrasson

### Effectif en 2018[5]
- Andréa Biondi
- Eddy Finé
- Gabin Finé
- Aurélien Gay
- Francis Genetier
- Augustin Giroflet
- Alexandre Join
- Jake Klajnblat
- Valentin Lacroix
- Michaël Mory
- Raphaël Pueyo
- Scott Reynolds

### Effectif en 2017[6]
- Andréa Biondi
- Panagiotis Chatzakis
- Eddy Finé
- Gabin Finé
- Alexandre Join
- Rudy Kowalski
- Mher Mkrtchyan
- Loïc Ruffaut
- Clément Koretzky

### Effectif en 2016[7]
- Samy Aurignac
- Quentin Charles
- Panagiotis Chatzakis
- Gabin Finé
- Maëlan Friley
- Dany Kowalski
- Rudy Kowalski
- Julien Paraz
- Yoann Tiberio
- Kristo Enn Vaga
- Josten Vaidem

### Effectif en 2015[8]
- Damien Albaret
- Jérémy Bescond
- Damien Boston
- Antoine Camus
- Maxime Chappe
- Quentin Charles
- Vincent Clerjon
- Baptiste Domanico
- Gabin Finé
- Maëlan Friley
- Maxime Froidevaux
- Ben Johnstone
- Anthony Krupka
- Antoine Lavieu
- Richard Lawson
- Julien Liguori
- Julien Paraz
- Clément Russo
- Yoann Tiberio
- Bradley Tuhi
- Florian Vidal

## Autres activités
Le club organise le Grand Prix de Charvieu-Chavagneux annuellement le 14 juillet.
Le club a par ailleurs monté depuis 2019 une structure UCI de cyclo-cross nommée Team Cross Safir Ganova. Elle regroupe à son origine les cyclistes Fabien Canal, Aloïs Falenta, Marlène Petit, Victor Thomas et Benjamin Rivet.